# Keith Powers
Keith Tyree Powers (* 22. August 1992 in Sacramento, Kalifornien) ist ein US-amerikanischer Schauspieler und Model. Er wurde durch seine Rollen als Ronie Devoe in der auf BET ausgestrahlten Miniserie The New Edittion Story und Tyree im Film Straight Outta Compton bekannt.

## Leben und Karriere
Powers begann seine Modelkarriere im Alter von 9 Jahren und war von seiner Mutter Jennifer Clark sehr beeinflusst. Er entwickelte trotzdem eine Leidenschaft für Sport und spielte an seiner Schule, der Sheldon High School in Elk Grove, Fußball.
Nachdem er 2010 seinen Abschluss gemacht hatte, konzentrierte er sich gezielt auf seine Modelkarriere und arbeitete für Calvin Klein, JCPenny, Sketchers und Aeropstale.
Im Jahr 2013 gab Powers sein Schauspieldebüt in House Party: Tonight’s the Night, einem unter Warner Brothers veröffentlichten Videokomödienfilm.

## Filmografie
- 2013: Pretty Little Liars
- 2013: House Party: Tonight’s the Night
- 2014–2015: Faking It (Fernsehserie)
- 2015: Sin City Saints (Fernsehserie)
- 2015: Straight Outta Compton
- 2015: Fear the Walking Dead (Fernsehserie)
- 2016: Recovery Road (Fernsehserie)
- 2016: Asterisk
- 2017: The New Edition Story
- 2017: Let’s Just Be Friends
- 2017: Reality High
- 2017–2018: Famous in Love (Fernsehserie)
- 2017: Wild ‘N Out (Gameshow)
- 2017: Wenn du stirbst, zieht dein ganzes Leben an dir vorbei, sagen sie (Before I Fall)
- 2017: Tales (Fernsehserie)
- 2017: Maximum Impact
- 2018: The Bobby Brown Story
- 2019: What/If (Fernsehserie)
- 2021: The Tomorrow War
- 2023: The Perfect Find
- 2024: Ugly – Verlier nicht dein Gesicht (Uglies)